# فرانسوا كونتر
فرانسوا كونتر (بالفرنسية: Francois Konter)‏‏ (20 فبراير 1934 - 29 أغسطس 2018) هو لاعب كرة قدم لوكسمبورغي.

## روابط خارجية
- فرانسوا كونتر على موقع الاتحاد الدولي (مؤرشف)  (الإنجليزية)
- فرانسوا كونتر على موقع قاعدة بيانات كرة القدم.إي يو (الإنجليزية)
- فرانسوا كونتر على موقع ناشيونال فوتبول تيمز (الإنجليزية)
- فرانسوا كونتر على موقع عالم كرة القدم.نت (الإنجليزية)